# Евна Полоцкая
Евна (Евва) Полоцкая (? — 1344 год) — третья жена великого князя литовского Гедимина. По данным польского историка Юзефа Вольфа (1852 — 1900), дочь полоцкого князя Ивана Всеволодовича. По национальности — русинка. С точки зрения советского исследователя Николая Улащика, Евна — личность вымышленная, упоминание о которой возможно найти лишь в испорченной части свода белорусско-литовских летописей «Хроника Быховца» в связи с её смертью. В исторических источниках упоминается как «Ева Ивановна», что свидетельствует об исповедовании ею христианства.
По данным польского историка Яна Тенговского, обратившего внимание на литовское происхождение имени женщины, Евна вышла замуж за Гедимина до его прихода к власти (возможно, в 1308—1309 годах). В противном случае он бы женился на принцессе иностранного государства.
Родила от него 8 сыновей (Монтвида, Наримунта, Ольгерда, Евнутия, Кейстута, Кориата, Любарта, Витовта) и 6 дочерей:
- Эльжбету (жену плоцкого князя Вацлава),
- Марию (жену великого князя тверского Дмитрия Михайловича Грозные Очи),
- Альдону (жену польского короля Казимира III),
- Евфимию (жену галицко-волынского князя Юрия II Болеслава),
- Алёну (жену звенигородского князя Андрея Мстиславича),
- Айгусту (жену великого московского князя Симеона Гордого)[2].

Евна олицетворяла собой гарант порядка наследования великокняжеского престола, установленного Гедимином. Согласно его воле, титул великого князя литовского получил его младший сын Евнутий. Решение Гедимина вызвало недовольство его старших сыновей — Ольгерда и Кейстута. Лишь смерть Евны позволила старшим братьям Евнутия осуществить зимой 1345 года захват власти в Вильне.
Происхождение Евны в точности неизвестно. На данный момент вопрос о ней в исторической науке открыт и требует углубленного изучения.
По легенде, Евна основала православный мужской Евьеский Успенский монастырь, прекративший своё функционирование лишь в 1806 году.